# 289992 Onfray
289992 Onfray è un asteroide della fascia principale. Scoperto nel 2005, presenta un'orbita caratterizzata da un semiasse maggiore pari a 3,0679108 UA e da un'eccentricità di 0,2072818, inclinata di 0,35447° rispetto all'eclittica.
L'asteroide è dedicato al filosofo francese Michel Onfray.